# Trojan (Jonkowo)
Trojan (deutsch Trojahnmühle) ist ein Ort in der polnischen Woiwodschaft Ermland-Masuren. Er gehört zur Gmina Jonkowo (Landgemeinde Jonkendorf) im Powiat Olsztyński (Kreis Allenstein).

## Geographische Lage
Trojan liegt am Struga Trojańska im Westen der Woiwodschaft Ermland-Masuren, 16 Kilometer westlich der Kreis- und Woiwodschaftshauptstadt Olsztyn (deutsch Allenstein).

## Geschichte
Der kleine Ort Trojahnmühle – auch: Trojahn-Mühle, vor 1820 Trojahn, ohne Zusatz – bestand aus einer Wassermühle und war bis 194 in Wohnplatz der Gemeinde Alt Schöneberg (polnisch Wrzesina). Nach einer Bestimmung aus dem Jahre 1374 muss die Mühle jährlich eine Last reinen Korns an das Schloss Allenstein abliefern. Am 31. Januar 1633 kaufte Albert Trojan die Mühle. Als köllmische Mühle wurde sie 1785 im Amt Allenstein mit zwei Feuerstellen erwähnt, und die Volkszählung am 3. Dezember 1861 ergab für den Ort zwei Wohngebäude bei 15 Einwohnern.
Als 1874 der Amtsbezirk Alt Schöneberg gebildet wurde, zu dem Trojahnmühle über die Gemeinde Alt Schöneberg gehörte, wurde der Mühlenbesitzer Freytag aus Trojahnmühle der erste Amtsvorsteher des Bezirks. In dem Mühlenort lebten im Jahre 1905 18 Einwohner in zwei Wohnhäusern.
In Kriegsfolge wurde 1945 das gesamte südliche Ostpreußen an Polen abgetreten. Trojahnmühle erhielt die polnische Namensform „Trojan“ und ist heute część wsi Wrzesina („ein Ortsteil von Wrzesina“) innerhalb der Landgemeinde Jonkowo (Jonkendorf) im Powiat Olsztyński (Kreis Allenstein).
Im Jahre 1949 wurde die Mühle verstaatlicht. In den 1980er Jahren beherbergte die Siedlung eine Kolonie und ein Ferienzentrum.

## Kirche
Trojahnmühle bzw. Trojan gehör(t)en römisch-katholischerseits zur Pfarrei in Wrzesina (Alt Schöneberg), heute im Dekanat Łukta (Locken) im Erzbistum Ermland gelegen. 
Evangelischerseits war und ist der Ort in die evangelische Kirche Allenstein in der Kirchenprovinz Ostpreußen der Kirche der Altpreußischen Union, die heute die Christus-Erlöser-Kirche Olsztyn ist und zur Diözese Masuren der Evangelisch-Augsburgischen Kirche in Polen gehört, eingepfarrt.

## Verkehr
Trojan liegt an der verkehrsreichen polnischen Woiwodschaftsstraße 527 (einstige deutsche Reichsstraße 133), die durch den Westen der Woiwodschaft Ermland-Masuren verläuft und die Städte Dzierzgoń (Christburg), Pasłęk (Preußisch Holland), Morąg (Mohrungen) mit der Woiwodschaftshauptstadt Olsztyn (Allenstein) verbindet.
Eine Anbindung an den Bahnverkehr besteht nicht.